# Герб Нововолинська
Герб Нововоли́нська, міста обласного підпорядкування у Волинській області, затверджений 1998 року.

## Опис герба
Сучасний герб являє в червоному полі половину срібного хреста, над якою піраміда, що складається з дев'яти чорних пірамід. За основу взято суцвіття каштана. Червоний та срібний кольори — символ Волині, чорний — вугледобувної промисловості. Щит обрамований декоративним картушем і увінчаний золотою міською короною з трьома вежками.
Автор — Л. Лунюк.